# ペンション佐々木
ペンション佐々木( ぺんしょん ささき、 1989年8月28日- ) は、日本のミュージシャン、ベーシスト。
バンド、ニホンジンの元メンバー、ベースを担当していた。(2020年解散)

## 人物
本名:佐々木亮輔 (ささき　りょうすけ)。青森県 五所川原市 出身。乙女座、血液型O型。 東北大学工学部化学バイオ工学科応用化学コース卒業。実家は魚屋を営んでいる。
金髪とメガネが特徴。2017、2018年頃から黒に近い茶髪になった。かなりの晴れ男と言われており、野外ライブやイベントで雨予報が出ていても佐々木が来ると晴れることがしばしばある。
ニホンジンのベースを担当。楽曲によっては作詞作曲も行っていた。
ニホンジンプロジェクト内ではマルチクリエイターとしても活動。また、派生ユニットであるマホウジンのボーカルも務めていた。キャッチフレーズは「お茶目な笑顔でアイデア炸裂」。
2020年、強制わいせつ容疑等で逮捕され、 仙台地方裁判所から懲役3年の実刑判決が言い渡された。

## 来歴
高校時代は特別進学クラスで、勉強に専念するために部活動が禁止されていた。それではつまらないと思ったためクラスの人とバンドをやることになりベースを始める。 東北大学入学後、軽音サークルに入り、そこでニホンジンの前身となるバンドリーベンレンを結成する。
2011年6月頃からニホンジンとしてボーカルのエムサイズ佐久間、ギターのリュックサック今井と3人で 本格的に活動を始める。
ニホンジンは 「お笑い芸人」「画家」「料理人」「新聞記者」などの「職業ソング」、「企業ソング」などで60社以上のcmに楽曲が起用された。自身はベースを担当し、楽曲によっては作詞作曲もしていた。
2017年にリュックサック今井が映像の道に進むために脱退した後は、佐久間と2人で活動していた。ボーカルとベースの二人組になったが、ライブではイセイジンのイエティ吉澤がギターを担当した。
同年に自身のTwitterで結婚を発表する。詳細は公表されていない。
2020年 6月2日、強制わいせつ容疑で逮捕された。この影響により活動継続が困難になったため、ニホンジンは解散を発表した。
2021年9月10日には仙台地方裁判所から懲役3年の実刑判決が言い渡された。

## 不祥事
2019年10月19日に、仙台市青葉区の路上で20代の女性に背後から抱きつき、下半身を触った上で転倒させ、左膝に擦り傷などを負わせた疑いで2020年6月2日に強制わいせつ容疑で逮捕された。
2020年5月25日に女子学生寮に侵入したとして住居侵入の疑いで2020年6月23日に再逮捕。
2016年、20代女性を触り、頭を殴るといった暴行を加えるなどした疑いで2020年8月18日に強制わいせつ致傷と強盗未遂容疑で再々逮捕。
佐々木は全て容疑を認めている。